# Battles
Battles — американський експериментальний рок-гурт з Нью-Йорку, заснований в 2002 році.
Гурт заснований Яном Вільямсом (Ian Williams), який раніше був учасником гуртів Don Caballero, Storm & Stress.
Поточний склад — це дует, що складається з гітариста/клавішника Яна Вільямса та барабанщика Джона Станьєра (John Stanier), який раніше був учасником гуртів Helmet, Tomahawk, The Mark of Cain. Серед колишніх учасників гурту — композитор/вокаліст Тьондай Брекстон (Tyondai Braxton) і гітарист/басист Дейв Конопка (Dave Konopka).
На сьогодні гурт випустив чотири студійні альбоми, останній з яких, Juice B Crypts, вийшов у 2019 році.
Гурт вважається одним із найбільш інноваційних мат-рок гуртів як 2000-х, так і 2010-х років, а критики хвалять унікальне звучання гурту. У 2007 році онлайн ресурс Pitchfork написав, що «Можливо, Battles не є першим у світі біонічним рок-гуртом, але вони зробили більше, ніж будь-хто з часів Disco Inferno, щоб розширити ідею гурту з плоті й крові, вдосконаленого комп’ютерними технологіями.»

## Кар'єра

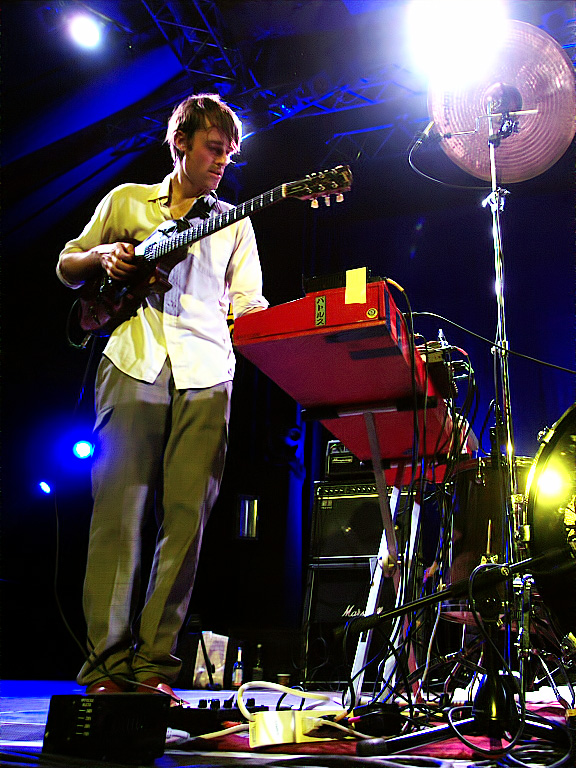
Ян Вільямс на фестивалі Moers 2008.

У 2004 році гурт Battles випустив два міні-альбоми, "EP C" та "B EP", і сингл "Tras" перед тим, як підписати контракт з незалежним лейблом Warp Records. Warp Records зібрав ці ранні записи та випустив їх як збірку під назвою "EP C / B EP" у лютому 2006 року.
У 2007 році гурт випустив сингл «Atlas», який став синглом тижня за версією NME і посів перше місце у списку 50 найкращих пісень року (Festive Fifty) за версією Dandelion Radio.
Їхній перший студійний альбом «Mirrored» був записаний Кейтом Соузою (Keith Souza) на рекорд-студії Machines with Magnets і випущений 14 травня 2007 року. Альбом отримав позитивні відгуки та з'явився в кількох списках найкращих альбомів 2007 року.
Гурт виступав на фестивалі All Tomorrow's Parties у 2007 році та брав участь у музичному телешоу Later With Jools Holland на телеканалі BBC.
У кінці року гурт співпрацював з United Visual Artists для створення відеокліпу на пісню «Tonto».
У наступні роки музика гурту Battles використовувалася у відеоіграх, таких як LittleBigPlanet, в короткометражних фільмах, в телевізійних програмах і в саундтреках до фільмів «Сутінки. Сага: Затемнення» та «Big Fan».
Брекстон залишив гурт у серпні 2010 року, зазначивши, що він не бажає гастролювати, хоча у гурті Battles вже був розклад гастролей на наступний рік. У 2013 році, в інтерв'ю сайту TheBrag, згадуючи про те, як він залишив гурт, Брекстон вказав на «давній розрив» між собою та колегами по гурту.
Для запису альбому «Gloss Drop» гурт запросив таких музикантів, як Гарі Нуман (Gary Numan), Кадзу Макіно (Kazu Makino) та Ямантака Ай (Yamantaka Eye). Альбом «Gloss Drop», був випущений 6 червня 2011 року. Після випуску альбому гурт оголосив про тур на підтримку альбому.
У грудні 2011 року гурт став одним із кураторів фестивалю All Tomorrow's Parties «Nightmare Before Christmas» у Майнхеді, Англія, разом із гуртом Les Savy Fav і музикантом Caribou.
З лютого по квітень 2012 року було випущено серію з чотирьох 12-дюймових вінілових міні-альбомів, Dross Glop 1, Dross Glop 2, Dross Glop 3, Dross Glop 4 (назва Dross Glop — це спунеризм від назви альбому Gloss Drop, 2011 року). Мініальбоми містили танцювальні ремікси всіх пісень альбому Gloss Drop від різних виконавців, включаючи Gui Boratto, Kode9 і Hudson Mohawke.
Альбом-збірка Dross Glop з 11 реміксами (плюс один не включений, "Sundome") був випущений 16 квітня 2012 року.
18 вересня 2015 року вийшов третій альбом, La Di Da Di.
Цьому передувала сесія наживо на незалежному лейблі Warp Records, де вони виконали чотири нові пісні в Нью-Йорку. Стрім був доступний лише 24 години та був зациклений.
Конопка покинув гурт у 2018 році, але ця новина не була підтверджена до травня 2019 року.
Як дует, Battles відіграв свій перший концерт в липні 2019 року на фестивалі Dour у Бельгії.
Їхній четвертий альбом, Juice B Crypts, вийшов 18 жовтня 2019 року.
Для створення альбому були залучені різні виконавці: Shabazz Palaces, Liquid Liquid Sal Principato, Ксенія Рубінос ( Xenia Rubinos), Джон Андерсон (Jon Anderson) із гурту Yes, Merrill Garbus з проекту Tune-Yards.
У грудні 2021 року було оголошено, що гурт здійснить тур по Північній Америці у квітні та в травні 2022 року на розігріві у гурту Primus в турі А Tribute to Kings.
У вересні 2023 року гурт виступав на розігріві в семиденному північноамериканському турі гурту Mr. Bungle.

## Учасники гурту
Поточні

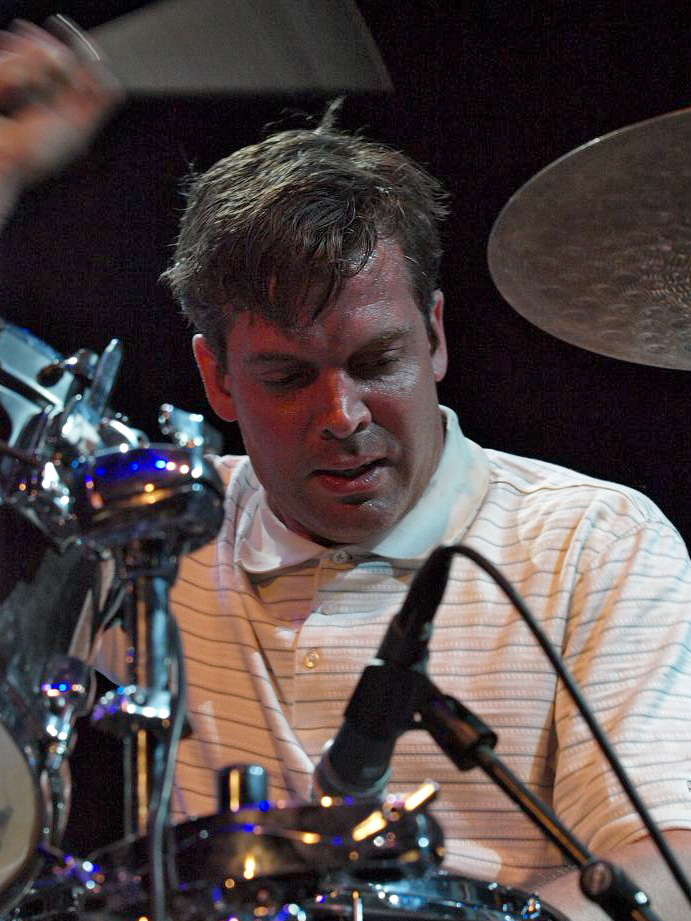
Джон Станьєр, 2008 Moers Festival.

- Ян Вільямс (Ian Williams) — гітара, клавішні, секвенсор (2002—теперішній час) ; ефекти, бас-гітара, петлі (2018–теперішній час)
- Джон Станьєр (John Stanier) — барабани, перкусія (2002–теперішній час)

Колишні
- Тьондай Брекстон (Tyondai Braxton) — гітара, клавішні, вокал (2002–2010)
- Дейв Конопка (Dave Konopka) — бас-гітара, гітара, ефекти, петлі (2002–2018)

## Дискографія

### Студійні альбоми
| Mirrored                                                                            | - Реліз: 27 травня, 2007 - Лейбл: Warp  | —  | — | 67 | —   | 35 | 91 | 44  | —  | 79 | 70 |
| Gloss Drop                                                                          | - Реліз: 6 червня, 2011 - Лейбл: Warp   | 98 | 6 | 73 | —   | 50 | —  | 30  | —  | 49 | 48 |
| La Di Da Di                                                                         | - Реліз: 18 вересня, 2015 - Лейбл: Warp | —  | 7 | 86 | 101 | 97 | —  | 49  | 97 | 68 | 57 |
| Juice B Crypts                                                                      | - Реліз: 18 жовтня, 2019 - Лейбл: Warp  | —  | — | —  | —   | —  | —  | 112 | —  | 74 | —  |
| "—" позначає запис, який не потрапив у чарти або не був випущений на цій території. |                                         |    |   |    |     |    |    |     |    |    |    |

### Мініальбоми
- EP C (Monitor Records; 8 червня, 2004)
- B EP (Dim Mak Records; 14 вересня, 2004)
- EPC (Japan only special mix edition; Dotlinecircle; Жовтень 2004)
- Lives (Beat Records; 27 вересня, 2007)
- Tonto+ (Warp Records; 22 жовтня, 2007 world, 6 листопада, 2007 USA)
- Dross Glop 1 (first in a four-part 12" vinyl remix series; Warp Records; 6/7 лютого, 2012)
- Dross Glop 2 (second in four-part 12" vinyl remix series; Warp Records; 20/21 лютого, 2012)
- Dross Glop 3 (third in four-part 12" vinyl remix series; Warp Records; 19/20 березня, 2012)
- Dross Glop 4 (fourth and final in four-part 12" vinyl remix series; Warp Records; Record Store Day, 21 квітня, 2012)

### Збірники
- EP C/B EP (Warp Records, 21 лютого, 2006)
- Warp20 (Chosen) (28 вересня, 2009)
- Dross Glop (CD compilation of the four-part 12" vinyl remixes; 16/17 квітня, 2012)[24]

### Сингли
| "Tras"                                                                              | 2004 | — | —  | —  | —  | — | Non-album single                        |
| "Atlas"                                                                             | 2007 | 8 | —  | 87 | 13 | 3 | Mirrored                                |
| "Tonto"                                                                             | 2007 | 1 | —  | —  | —  | — | Mirrored                                |
| "The Line"                                                                          | 2010 | — | —  | —  | —  | — | The Twilight Saga: Eclipse (soundtrack) |
| "Ice Cream" (featuring Matias Aguayo)                                               | 2011 | 4 | 28 | 5  | —  | — | Gloss Drop                              |
| "My Machines" (featuring Gary Numan)                                                | 2011 | 9 | 32 | 26 | —  | — | Gloss Drop                              |
| "The Yabba"                                                                         | 2015 | — | —  | —  | —  | — | La Di Da Di                             |
| "FF Bada"                                                                           | 2015 | — | —  | —  | —  | — | La Di Da Di                             |
| "Titanium 2 Step"                                                                   | 2019 | — | —  | —  | —  | — | Juice B Crypts                          |
| "Stirling Bridge"                                                                   | 2020 | — | —  | 55 | —  | — | Juice B Mixed                           |
| "—" позначає запис, який не потрапив у чарти або не був випущений на цій території. |      |   |    |    |    |   |                                         |

### Музичні кліпи
- "Atlas" (2007)
- "Tonto" (2007)
- "Ice Cream" (2011)
- "My Machines" (2011)
- "The Yabba" (2015)
- "Dot Net" (2015)
- "Titanium 2 Step" (2019)
- "Fort Greene Park" (2019)
- "Sugar Foot" (2020)

## Фільмографія
- All Tomorrow's Parties (Жовтень 2009)
- Battles: The Art of Repetition[31] (Липень 2015)